# Schroederichthys saurisqualus
Schroederichthys saurisqualus is een vissensoort uit de familie van de Atelomycteridae. De wetenschappelijke naam van de soort is voor het eerst geldig gepubliceerd in 2001 door Soto.